# Melanoseps ater
Melanoseps ater är en ödleart som beskrevs av  Günther 1873. Melanoseps ater ingår i släktet Melanoseps och familjen skinkar. IUCN kategoriserar arten globalt som livskraftig.

## Underarter
Arten delas in i följande underarter:
- M. a. matengoensis
- M. a. misukuensis
- M. a. ater
- M. a. longicauda
- M. a. uzungwensis